# 長屋景重
長屋 景重（ながや かげしげ）は、戦国時代から江戸時代初期にかけての武将。美濃国板取城主。子に飛騨国高山藩2代藩主・金森可重他。通称は将監。信濃守を名乗る。

## 生涯
鎌倉流長江・長屋氏の一族で土岐氏の重臣長屋氏の長男として垂井城で産まれた。織田信長の美濃侵攻の際、人質に長男の喜蔵（後の金森可重）を出したが、長屋氏が抵抗したため、縁戚関係である板取城に逃げ延びた。
その後、天正10年（1582年）10月織田信孝の命により佐藤方政に攻められ、田口城は落城したため、実子の金森可重を頼り、飛騨古川に夫婦共々逃げ込んだ。その後、可重は古川の林昌寺を隠居所として、両親を住まわせた。
寛永5年（1628年）4月4日、古川で死去。戒名は林昌寺殿園盛道林庵主。妻は戒名「華林院丹窓正栄大禅尼」慶長十六年辛亥七月八日卒 林昌寺殿妻と素玄寺記録にあり。